# Zemětřesení v Basileji
Zemětřesení v Basileji bylo katastrofou, která se udála 18. října 1356 ve švýcarském městě Basileji. Se silou 6,9 momentové škály se jedná o nejsilnější zemětřesení ve střední Evropě ve známé historii. Zemětřesení zničilo celou Basilej i okolí a bylo cítit až v Paříži či Praze. Protože se jednalo o vnitrodeskové zemětřesení, šlo o mimořádně vzácnou a devastující událost.

## Zemětřesení
Předtřesy začaly mezi sedmou a osmou hodinou večerní místního času, hlavní zemětřesení udeřilo asi v deset hodin večer. Dotřesy následovaly celou noc. Město uvnitř hradeb bylo zničeno i požárem, který vzplanul kvůli spadlým pochodním a svíčkám. V samotném městě zahynulo podle odhadů asi 300 lidí. Je možné, že relativně malý počet obětí byl způsoben slabšími předtřesy, které lidi varovaly. Všechny důležité kostely a hrady v okolí 30 kilometrů byly zničeny.

### Epicentrum
Kvůli malému množství historických pramenů je obtížné určit přesné epicentrum zemětřesení. Jako možná epicentra jsou uváděny například zlomy pod pohořím Jura nebo sráz mezi Basilejí a Reinachem.

### Intenzita
Maximální makroseismická intenzita byla dle Medvěděvovy-Sponheuerovy-Kárníkovy stupnice mezi IX. a X. stupněm. Makroseismická mapa byla vytvořena na základě škod hlášených z desítek okolních hradů. Síla zemětřesení na momentové škále je odhadována mezi 6,0 a 6,9 stupni.